# Lista di film in 3D
Il seguente elenco contiene i film realizzati in tridimensionale, attraverso le varie tecniche di visione stereoscopica.

## Tecnologie e sistemi

### Tecnologie
Nel seguente elenco si fa riferimento alle seguenti tecnologie 3-D:
- Anaglifo: tecnica che utilizza pellicole singole su cui sono impresse entrambe le immagini destinate al canale destro e al canale sinistro, filtrate con filtri colorati (generalmente rosso/verde o rosso/ciano). In origine venivano proiettate due pellicole separate sul medesimo schermo: le pellicole erano virate rispettivamente rosso e ciano.
- Oscuramento alternato o Shutter glasses (occhiali attivi): tecnica di oscuramento alternato occhio destro/occhio sinistro in corrispondenza all'immagine proiettata sullo schermo corrispondente al canale destro/sinistro. Inizialmente adottato dal sistema meccanico Teleview, è stata in anni recenti sviluppata con occhiali dotati di otturatori LCD.
- Polarizzato (occhiali passivi): la tecnica a luce polarizzata prevede una doppia pellicola che scorre parallelamente su due proiettori sincronizzati, lo spettatore deve indossare occhiali con lenti polarizzate (polarizzazione lineare) per discriminare le immagini destinate all'occhio destro e all'occhio sinistro.

### Sistemi
Nel seguente elenco si fa riferimento alle seguenti tecnologie 3-D:

#### Sistemi di ripresa
- Podelvision: sistema brevettato da Carlo Ponti e Dino De Laurentis per la realizzazione del film Il più comico spettacolo del mondo del 1953 con protagonista Totò.[1]
- Disney Digital 3-D
- Dreamworks Ultimate 3-D

#### Sistemi anaglifici
- Stereoscopic Lumière: sistema sviluppato dai fratelli Lumière e utilizzato nei loro cortometraggi stereoscopici.
- Fairhall-Elder: sistema sviluppato dal regista e produttore Harry K. Fairall e da Robert F. Elder, utilizzato per il primo lungometraggio stereoscopico della storia, proiettato ad un pubblico pagante, The Power of Love, del 1922, diretto da Nat G. Deverich e dallo stesso Fairall.[2]
- Stereokino: sistema russo anaglifico degli anni quaranta, utilizzato per la proiezione del primo film stereoscopico a colori, Robinzon Kruzo del 1946.[3]

#### Sistemialternate imageoshutter glasses
- Teleview: sistema con occhiali dotati di otturatori mobili sincronizzati al proiettore che alterna l'immagine destinata all'occhio destro a quella destinata all'occhio sinistro. Il sistema è stato creato da Laurens Hammond e William F. Cassidy e fu utilizzato in un solo cinema nel 1922 per la proiezione di pochi corti e un solo lungometraggio.[4]
- XpanD
- nuVision

#### Sistemi polarizzati
- Tru-Stereo Three Dimension: sistema a luce polarizzata.
- Space-Vision 3-D: tecnologia basata sulla luce polarizzata che utilizza una sola pellicola e quindi un solo proiettore, alternando l'immagine del canale destro a quella del canale sinistro, una sopra l'altra nello stesso frame, e sincronizzando il tutto con particolari lenti.
- Stereovision: sistema sviluppato nel 1970 dal regista Allan Silliphant e dal progettista ottico Chris Condon, che utilizza una singola pellicola 35mm su cui vengono stampate due immagini "schiacciate" affiancate l'una accanto all'altra, attraverso lenti anamorfiche e lenti polarizzate.
- IMAX 3D
- RealD Cinema: tecnologia digitale che si avvale di proiettori coordinati da un computer e che sfrutta il sistema a luce polarizzata circolare.

#### Altri sistemi
- Dolby 3D Digital Cinema

## Elenco dei film 3-D

### Prima fase (1900-1949)
| Titolo                                                             | Anno | Paese            | Casa di produzione                            | Sistema                             | Tecnologia                            | Note |
| ------------------------------------------------------------------ | ---- | ---------------- | --------------------------------------------- | ----------------------------------- | ------------------------------------- | --- |
| L'arrivée du train                                                 | 1903 | Francia          |                                               | Stereoscopic Lumière                | Anaglifo Dual 35 mm                   | Remake in 3-D del celebre film L'arrivo di un treno alla stazione di La Ciotat, realizzato dai fratelli Lumière nel 1896.                                                        |
| Niagara Falls                                                      | 1914 | Stati Uniti      | Vitagraph Company of America                  | Porter-Waddell Stereoscopic Process | Anaglifo Dual 35 mm                   | |
| Rêve d'opium                                                       | 1921 | Francia          |                                               | Stereo Parolini                     | Anaglifo Dual 35 mm                   | |
| Faust                                                              | 1922 | Francia          |                                               |                                     | Anaglifo Dual 35 mm                   | |
| Movies of the Future a.k.a. Plasticons                             | 1922 | Stati Uniti      |                                               | Plasticon 3-D                       | Anaglifo Dual 35 mm                   | |
| New York City                                                      | 1922 | Stati Uniti      |                                               | Plasticon 3-D                       | Anaglifo Dual 35 mm                   | |
| Plastigrams                                                        | 1922 | Stati Uniti      |                                               | Plasticon 3-D                       | Anaglifo Dual 35 mm                   | |
| The Power of Love                                                  | 1922 | Stati Uniti      | Haworth Pictures Corporation Perfect Pictures | Fairhall-Elder 3-D                  | Anaglifo Dual 35 mm                   | Primo lungometraggio 3-D ufficialmente distribuito ad un pubblico pagante. È oggi considerato un film perduto. Il film utilizza il sistema dell'anaglifo ma su doppia pellicola. |
| Grand Canyon                                                       | 1923 | Stati Uniti      |                                               | Parker 3-D                          | Anaglifo Dual 35 mm                   | |
| The Man From M.A.R.S. a.k.a. Radio-Mania                           | 1922 | Stati Uniti      | Herman Holland Productions                    | Teleview                            | Shutter glasses con pellicola singola | Il solo lungometraggio distribuito con il sistema Teleview creato da Laurens Hammond e William F. Cassidy.                                                                       |
| Heartbound                                                         | 1925 | Stati Uniti      | Stereoscopic Film Company                     | Stereoscopic                        | Anaglifo Dual 35 mm                   | |
| Luna-cy!                                                           | 1925 | Stati Uniti      | Ives-Leventhal Stereoscopiks                  | Stereoscopiks                       | Anaglifo Dual 35 mm                   | |
| Ouch!                                                              | 1925 | Regno Unito      | Ives-Leventhal Stereoscopiks Pathé Exchange   | Stereoscopiks                       | Anaglifo Dual 35 mm                   | Cortometraggio diretto da Frederick Eugene Ives e Jacob Leventhal. |
| A Runaway Taxi                                                     | 1925 | Stati Uniti      | Ives-Leventhal Stereoscopiks                  | Stereoscopiks                       | Anaglifo Dual 35 mm                   | |
| Ship of Souls                                                      | 1925 | Stati Uniti      | Encore Pictures Stereoscopic Film Company     | Miller Stereoscopic Process         | Anaglifo Dual 35 mm                   | |
| Zowie                                                              | 1925 | Stati Uniti      | Ives-Leventhal Stereoscopiks                  | Stereoscopiks                       | Anaglifo Dual 35 mm                   | |
| A Ziegfeld Midnight Frolic                                         | 1929 | Stati Uniti      | Paramount Pictures                            | Porter-Waddell Stereoscopic Process | Anaglifo Dual 35 mm                   | Proiettato solo parzialmente in 3-D. |
| Audioscopiks                                                       | 1935 | Stati Uniti      | MGM                                           | Norling-Leventhal 3-Dimensions      | Anaglifo Dual 35 mm                   | Proiettato solo parzialmente in 3-D. |
| Nozze vagabonde                                                    | 1936 | Italia           | Stereocinematografia S.A.I.                   | Sistema Gaultiero Gualterotti       | Polarizzato 70 mm                     | Il primo film italiano 3-D e anche il primo film ad utilizzare il sistema a luce polarizzata e il primo film sonoro in 3-D.                                                      |
| Zum Greifen Nah                                                    | 1936 | Germania         |                                               | Raumfilm-System Zeiss-Ikon          | Polarizzato 35 mm                     | Il primo film tedesco che utilizza il sistema a luce polarizzata |
| The New Audioscopiks                                               | 1938 | Stati Uniti      | MGM                                           | Norling-Leventhal 3-Dimensions      | Anaglifo Dual 35 mm                   | |
| 6 Mädels rollen ins Wochenend: Eine Raumfilm-Studie von Zeiss-Ikon | 1939 | Germania         |                                               | Raumfilm-System Zeiss-Ikon          | Polarizzato vertical                  | |
| In Tune With Tomorrow                                              | 1939 | Stati Uniti      | Polaroid                                      | Loucks & Norling 3-Dimensions       | Polarizzato Dual 35 mm                | Cortometraggio di animazione. Primo film statunitense commerciale ad utilizzare il sistema a luce polarizzata.                                                                   |
| Raumfilm                                                           | 1939 | Germania         |                                               | Raumfilm-System Zeiss-Ikon          | Polarizzato vertical                  | |
| New Dimensions a.k.a. Motor Rhythm                                 | 1940 | Stati Uniti      | Polaroid                                      | Loucks & Norling 3-Dimensions       | Polarizzato Dual 35 mm                | Ridistribuito nel 1953 con il titolo Motor Rhythm. |
| Thrills for you                                                    | 1940 | Stati Uniti      |                                               | Loucks & Norling 3-Dimensions       | Polarizzato Dual 35 mm                | |
| Vikhodnoy deni v Moskve                                            | 1940 | Unione Sovietica |                                               |                                     | Anaglifo Dual 35 mm                   | |
| Kino-kontsert                                                      | 1941 | Unione Sovietica | Lenfilm Studio                                | Stereokino                          | Lenticolare                           | |
| Kosolapiy drug                                                     | 1941 | Unione Sovietica |                                               | Stereofilm                          | Polarizzato                           | |
| Third Dimensional Murder                                           | 1941 | Stati Uniti      | MGM                                           | Metroscopix                         | Anaglifo Dual 35 mm                   | |
| Composition 4                                                      | 1945 |                  |                                               |                                     | Polarizzato 16 mm                     | |
| Parad molodisti                                                    | 1946 | Unione Sovietica |                                               | Stereokino                          | Polarizzato 35 mm                     | |
| Robinzon Kruzo                                                     | 1946 | Unione Sovietica | Stereokino, Tbilisis Kinostudia               | Stereokino                          | Anaglifo                              | Primo film stereoscopico sonoro a colori. |
| In the Steppes                                                     | 1948 | Unione Sovietica |                                               |                                     | Lenticolare                           | |
| Karandash na lidu                                                  | 1948 | Unione Sovietica |                                               | Stereofilm                          | Lenticolare                           | |
| Krustally                                                          | 1948 | Unione Sovietica |                                               | Stereofilm                          | Lenticolare                           | |
| Queen Juliana                                                      | 1948 | Paesi Bassi      |                                               | VeriVision                          | Polarizzato                           | |
| Deni chudeshikh vpechatleniy                                       | 1949 | Unione Sovietica |                                               | Stereofilm                          | Polarizzato                           | |
| Mashina 22-12                                                      | 1949 | Unione Sovietica |                                               | Stereofilm                          | Lenticolare                           | |

### Età d'oro (1952-1955)
| Titolo                                                           | Anno | Paese       | Casa di produzione   | Sistema                    | Tecnologia  | Note |
| ---------------------------------------------------------------- | ---- | ----------- | -------------------- | -------------------------- | ----------- | --- |
| Buana Devil (Bwana Devil)                                        | 1952 | Stati Uniti |                      |                            | Polarizzato | Primo film 3-D a colori che apre la cosiddetta "età d'oro" del cinema 3-D degli anni cinquanta. |
| Now is the Time (to Put On Your Glasses)                         | 1951 | Canada      |                      |                            | Polarizzato | Cortometraggio diretto da Norman McLaren. |
| Around is Around                                                 | 1951 | Canada      |                      |                            | Polarizzato | Cortometraggio diretto da Norman McLaren. |
| A Solid Explanation                                              | 1951 | Regno Unito |                      |                            | Polarizzato | Cortometraggio inglese. |
| Royal River                                                      | 1951 | Regno Unito |                      |                            | Polarizzato | Cortometraggio inglese. |
| The Black Swan                                                   | 1951 | Regno Unito |                      |                            | Polarizzato | Cortometraggio inglese. |
| L'indiana bianca (The Charge at Feather River)                   | 1953 | Stati Uniti |                      |                            |             | |
| Sunday In Stereo                                                 | 1953 |             |                      |                            | Polarizzato | Cortometraggio di James Mage realizzato con il sistema Bolex a 16mm per la serie di quattro corti Triorama. |
| Indian Summer                                                    | 1953 |             |                      |                            | Polarizzato | Cortometraggio di James Mage realizzato con il sistema Bolex a 16mm per la serie di quattro corti Triorama. |
| American Life                                                    | 1953 |             |                      |                            | Polarizzato | Cortometraggio di James Mage realizzato con il sistema Bolex a 16mm per la serie di quattro corti Triorama. |
| Destinazione... Terra!                                           | 1953 |             |                      |                            |             | Film di fantascienza diretto da Jack Arnold. |
| This is Bolex Stereo                                             | 1953 |             |                      |                            | Polarizzato | Cortometraggio di James Mage realizzato con il sistema Bolex a 16mm per la serie di quattro corti Triorama. |
| Il più comico spettacolo del mondo                               | 1953 | Italia      |                      | Podelvision                |             | Film italiano con Totò, parodia di Il più grande spettacolo del mondo di Cecil B. DeMille. |
| L'uomo nell'ombra (Man in the Dark)                              | 1953 | Stati Uniti |                      |                            | Polarizzato | |
| La maschera di cera (House of Wax)                               | 1953 | Stati Uniti |                      |                            | Polarizzato | Film horror con Vincent Price e Carolyn Jones |
| Melody                                                           | 1953 | Stati Uniti | Walt Disney Pictures |                            | Polarizzato | Primo cortometraggio 3-D della Disney, proiettato per la prima volta il 28 maggio 1953 assieme al film Forte T (Fort Ti). Il corto viene inserito nel 1957 nel programma 3-D Jamboree del Fantasyland Theater di Disneyland, dove veniva proiettato assieme a I pirati dello zoo (Working for Peanuts). |
| I pirati dello zoo (Working for Peanuts)                         | 1953 | Stati Uniti | Walt Disney Pictures | Disney Digital 3-D         |             | Cortometraggio in animazione tradizionale, filmato già nel 1953 in 3-D. Ridistribuito in Disney Digital 3-D nel 2007, abbinato al film I Robinson |
| Forte T (Fort Ti)                                                | 1953 | Stati Uniti | Columbia             |                            | Polarizzato | Il primo western in 3-D. |
| Spooks!                                                          | 1953 | Stati Uniti |                      |                            | Polarizzato | Primo film 3-D con i Three Stooges. |
| Pardon My Backfire                                               | 1953 |             |                      |                            | Polarizzato | Secondo e ultimo film 3-D con i Three Stooges. |
| Down the Hatch                                                   | 1953 | Stati Uniti |                      |                            | Polarizzato | Commedia. |
| Il territorio dei fuorilegge (Hannah Lee: An American Primitive) | 1953 |             |                      |                            | Polarizzato | Western. |
| Robot Monster                                                    | 1953 | Stati Uniti |                      |                            | Polarizzato | Film fantascientifico di serie B. |
| Stardust in Your Eyes                                            | 1953 |             |                      | Tru-Stereo Three Dimension |             | Cortometraggio comico presentato in double-feature con il film Robot Monster. |
| Inferno (Inferno)                                                | 1953 | Stati Uniti | 20th Century Fox     |                            | Polarizzato | Unico film 3-D prodotto dalla 20th Century Fox durante la prima fase di popolarità del cinema 3-D. |
| Those Redheads from Seattle                                      | 1953 |             |                      |                            | Polarizzato | |
| Sangaree                                                         | 1953 |             |                      |                            | Polarizzato | |
| Il labirinto (The Maze)                                          | 1953 | Stati Uniti |                      |                            | Polarizzato | Film diretto dal regista William Cameron Menzies. |
| Carmenesque                                                      | 1953 |             |                      |                            | Polarizzato | Cortometraggio che riprende un numero di burlesque interpretato dalla celebre spogliarellista Lili St. Cyr. |
| Fun in the Sun                                                   | 1953 |             |                      |                            | Polarizzato | Cortometraggio a tema sportivo diretto dal regista William Cameron Menzies. |
| Baciami Kate! (Kiss Me Kate)                                     | 1953 | Stati Uniti |                      |                            | Polarizzato | Film musicale tratto dalla omonima commedia musicale broadwaiana. |
| Hondo (Hondo)                                                    | 1953 | Stati Uniti |                      |                            | Polarizzato | Western con John Wayne. |
| Pioggia (Miss Sadie Thompson)                                    | 1953 | Stati Uniti |                      |                            | Polarizzato | Con Rita Hayworth. |
| I figli del secolo (Money From Home)                             | 1953 | Stati Uniti |                      |                            | Polarizzato | Con Dean Martin e Jerry Lewis. |
| Popeye, Ace of Space                                             | 1953 |             |                      |                            | Polarizzato | Cortometraggio di animazione con Braccio di Ferro. |
| Cessate il fuoco! (Cease Fire)                                   | 1953 |             |                      |                            | Polarizzato | Documentario 3-D sulla Guerra di Corea. |
| Quei fantastici razzi volanti (Cat-Women of the Moon)            | 1953 | Stati Uniti | Astor Picture        |                            | Polarizzato | Film di serie B fantascientifico della con Victor Jory e Marie Windsor. |
| Le ali del falco (Wings of the Hawk)                             | 1953 |             |                      |                            | Polarizzato | |
| Those Redheads From Seattle                                      | 1953 |             |                      |                            | Polarizzato | Con Rhonda Fleming e Agnes Moorehead. |
| Boo Moon                                                         | 1954 |             |                      |                            | Polarizzato | Cortometraggio di animazione con Casper. |
| Top Banana                                                       | 1954 |             |                      |                            | Polarizzato | Musical tratto dalla commedia musicale omonima. |
| I pionieri della California (Southwest Passage)                  | 1954 |             |                      |                            | Polarizzato | Film con John Ireland e Joanne Dru, realizzato in 3-D ma poi distribuito dalla United Artists in versione "piatta". |
| La linea francese (The French Line)                              | 1954 | Stati Uniti | RKO                  |                            | Polarizzato | Commedia musicale con Jane Russell e Gilbert Roland, prodotta da Howard Hughes. |
| Il figlio di Kociss (Taza, Son of Cochise)                       | 1954 |             |                      |                            | Polarizzato | Western con Rock Hudson, Barbara Rush e Rex Reason. |
| Gorilla in fuga (Gorilla At Large)                               | 1954 |             | Panoramic Production |                            | Polarizzato | Con Cameron Mitchell, distribuito dalla 20th Century Fox. |
| Il delitto perfetto (Dial M for Murder)                          | 1954 | Stati Uniti |                      |                            | Polarizzato | Giallo di Alfred Hitchcock interpretato Ray Milland, Robert Cummings e Grace Kelly, considerato dagli appassionati del 3-D come uno dei migliori esempi del cinema 3-D. |
| Attacco alla base spaziale U.S. (Gog)                            | 1954 | Stati Uniti |                      |                            | Polarizzato | Film di fantascienza "robotica" prodotto da Ivan Tors. |
| La gang dei falsari (The Diamond Wizard)                         | 1954 | Regno Unito |                      |                            | Polarizzato | Il solo lungometraggio stereoscopico prodotto in Gran Bretagna durante gli anni cinquanta. |
| Il tesoro del Rio delle Amazzoni Jivaro                          | 1954 |             |                      |                            | Polarizzato | |
| Il mostro della via Morgue (Phantom of the Rue Morgue)           | 1954 |             |                      |                            | Polarizzato | Horror interpretato da Karl Malden e Patricia Medina e basato sull'opera di Edgar Allan Poe I delitti della Rue Morgue |
| Tamburi a Tahiti (Drums of Tahiti)                               | 1954 |             |                      |                            | Polarizzato | |
| Angente federale X3 (Dangerous Mission)                          | 1954 |             |                      |                            | Polarizzato | Film con Vincent Price |
| Il mostro delle nebbie (The Mad Magician)                        | 1954 | Stati Uniti |                      |                            | Polarizzato | Film horror con Vincent Price |
| Il mostro della laguna nera (Creature from the Black Lagoon)     | 1954 | Stati Uniti |                      |                            | Polarizzato | Film di fantascienza diretto da Jack Arnold. |
| Hawaiian Nights                                                  | 1954 |             |                      |                            | Polarizzato | Con Mamie Van Doren e Pinky Lee. |
| Il figlio di Sinbad (Son of Sinbad)                              | 1955 | Stati Uniti |                      |                            | Polarizzato | |
| The Adventures of Sam Space a.k.a. Space Attack                  | 1955 |             |                      |                            | Polarizzato | Cortometraggio di animazione, l'ultimo girato su doppia pellicola parallela. Distribuito nel 1960. |
| La vendetta del mostro (Revenge of the Creature)                 | 1955 | Stati Uniti |                      |                            | Polarizzato | Sequel di Il mostro della laguna nera e l'ultimo film 3-D realizzato durante la cosiddetta "età d'oro" (1952-1955) del cinema 3-D. |

### Primo revival (1960-1994)
| Titolo                                                                                                  | Anno | Paese                      | Casa di produzione                                  | Sistema                      | Tecnologia        | Note |
| --- | ---- | -------------------------- | --------------------------------------------------- | ---------------------------- | ----------------- | --- |
| La ragazza dal bikini rosa (September Storm)                                                            | 1960 |                            |                                                     |                              |                   | Primo film a combinare il CinemaScope con il sistema stereoscopico. |
| La maschera e l'incubo (The Mask)                                                                       | 1961 |                            |                                                     |                              | Anaglifo          | Film girato per la maggior parte in 2-D. Il 3-D viene utilizzato per accentuare la realtà onirica in cui si immerge il personaggio del film quando indossa una maschera tribale. Primo film in Technicolor ad utilizzare l'anaglifo rosso/verde. |
| The Bubble                                                                                              | 1966 |                            |                                                     | Space-Vision 3-D             |                   | Film di fantascienza interpretato da Michael Cole, Deborah Walley, e Johnny Desmond. |
| Le porno hostess in super 3-D (The Stewardesses)                                                        | 1969 |                            |                                                     | Stereovision                 |                   | Commedia softcore. |
| Il mostro è in tavola... barone Frankenstein (Flesh for Frankenstein a.k.a. Andy Warhol's Frankenstein) | 1973 | Stati Uniti Italia Francia |                                                     |                              |                   | Horror prodotto da Andy Warhol, diretto da Paul Morrissey e Antonio Margheriti, con Joe Dallessandro, Udo Kier e Dalila Di Lazzaro. |
| Comin' at Ya!                                                                                           | 1981 | Italia Spagna Stati Uniti  | C.A.U. Productions Universum Film                   | Optimax III Space-Vision 3-D | Polarizzato 35 mm | |
| Week-end di terrore (Friday the 13th Part III)                                                          | 1981 |                            |                                                     | Space-Vision 3-D             |                   | |
| Il signore della morte (Halloween II)                                                                   | 1981 |                            |                                                     | Space-Vision 3-D             |                   | |
| Mutanti (Parasite)                                                                                      | 1982 |                            |                                                     | Space-Vision 3-D             |                   | |
| Amityville 3-D (Amityville 3-D)                                                                         | 1983 | Stati Uniti                |                                                     | Space-Vision 3-D             |                   | |
| Il tesoro delle 4 corone (El tesoro de las cuatro coronas)                                              | 1983 |                            |                                                     | Space-Vision 3-D             |                   | |
| Lo squalo 3 (Jaws 3-D)                                                                                  | 1983 | Stati Uniti                |                                                     | Space-Vision 3-D             |                   | |
| The Man Who Wasn't There                                                                                | 1983 |                            |                                                     | Space-Vision 3-D             |                   | |
| Metalstorm: The Destruction of Jared-Syn                                                                | 1983 |                            |                                                     | Space-Vision 3-D             |                   | |
| Spacehunter: Adventures in the Forbidden Zone                                                           | 1983 |                            |                                                     | Space-Vision 3-D             |                   | |
| Grand Canyon: The Hidden Secrets a.k.a. Grand Canyon: The Hidden Secrets in 3-D                         | 1984 | Stati Uniti                | Cinema Group Ventures Investmore Ltd. World Cinemax |                              |                   | Documentario di 35min. sul Grand Canyon. |
| Silent Madness                                                                                          | 1984 |                            |                                                     | Space-Vision 3-D             |                   | |
| Starchaser - La leggenda di Orin (Starchaser: The Legend of Orin)                                       | 1985 | Stati Uniti                |                                                     | Space-Vision 3-D             |                   | |
| Transiction                                                                                             | 1986 | Canada                     |                                                     | IMAX 3D                      |                   | Il primo film, prodotto in Canada, ad utilizzare il sistema IMAX 3D. |
| Knick Knack                                                                                             | 1989 | Stati Uniti                | Walt Disney Pictures                                | Disney Digital 3-D           |                   | Cortometraggio d'animazione in CGI. Ridistribuito in 3-D abbinato al film Nightmare Before Christmas nel 2006. |
| Nightmare 6 - La fine (Freddy's Dead: The Final Nightmare)                                              | 1991 | Stati Uniti                |                                                     |                              | Anaglifo          | Sesto capitolo della saga Nightmare. |
| Monster Planet of Godzilla (怪獣プラネットゴジラ)                                                       | 1994 | Giappone                   |                                                     |                              |                   | Proiettato nel parco tematico Sanrio Puroland dal 1994 al 1997. |

### Secondo revival - prima parte (2003-2010)

#### 2003 - 2007
| Titolo                                                                                   | Anno | Paese                   | Casa di produzione                                                 | Sistema                 | Tecnologia  | Note |
| ---------------------------------------------------------------------------------------- | ---- | ----------------------- | ------------------------------------------------------------------ | ----------------------- | ----------- | --- |
| Ghosts of the Abyss                                                                      | 2003 | Stati Uniti             |                                                                    | IMAX 3-D                |             | Documentario di James Cameron. Il primo realizzato con il sistema di ripresa Reality Camera.                                                                          |
| Missione 3D - Game Over (Spy Kids 3D: Game Over)                                         | 2003 | Stati Uniti Spagna      |                                                                    |                         |             | |
| Polar Express                                                                            | 2004 | Stati Uniti             |                                                                    |                         |             | Distribuito in 3-D nel 2008 |
| Aliens of the Deep                                                                       | 2005 | Stati Uniti             |                                                                    | IMAX 3-D                |             | Documentario di James Cameron. |
| Le avventure di Sharkboy e Lavagirl in 3-D (The Adventures of Sharkboy and Lavagirl 3-D) | 2005 | Stati Uniti             | Dimension Films Columbia Pictures Corporation Troublemaker Studios |                         |             | |
| Chicken Little - Amici per le penne (Chicken Little)                                     | 2005 | Stati Uniti             |                                                                    | Disney Digital 3-D      |             | Film d'animazione in CGI |
| Monster House                                                                            | 2006 | Stati Uniti             |                                                                    | RealD (Sony Imageworks) |             | Film d'animazione in CGI e motion-capture |
| Boog & Elliot a caccia di amici (Open Season)                                            | 2006 | Stati Uniti             | Sony Pictures Imageworks                                           |                         |             | Film di animazione. |
| Ant Bully - Una vita da formica (The Ant Bully)                                          | 2006 | Stati Uniti             |                                                                    | XpanD 3D RealD Dolby 3D |             | Film di animazione. |
| Nightmare Before Christmas                                                               | 2007 | Stati Uniti             | Walt Disney Pictures                                               | Disney Digital 3-D      | Polarizzato | Film d'animazione a passo uno, originalmente in 2-D. Ridistribuito in 3-D nell'autunno del 2006 (il giorno di Halloween), e successivamente nell'autunno 2007 e 2008. |
| I Robinson - Una famiglia spaziale (Meet the Robinsons)                                  | 2007 | Stati Uniti             |                                                                    | Disney Digital 3-D      |             | Film d'animazione in CGI |
| La leggenda di Beowulf (Beowulf)                                                         | 2007 | Regno Unito Stati Uniti | Warner Bros.                                                       | RealD (Sony Imageworks) |             | Film d'animazione in CGI e motion-capture |
| Scar                                                                                     | 2007 |                         |                                                                    |                         |             | Film horror realizzato interamente in digitale. |

#### 2008
| Titolo                                                                | Anno | Paese       | Casa di produzione            | Sistema                 | Tecnologia | Note                                                                           |
| --------------------------------------------------------------------- | ---- | ----------- | ----------------------------- | ----------------------- | ---------- | ------------------------------------------------------------------------------ |
| U2 3D                                                                 | 2008 | Stati Uniti |                               | RealD (3ality Digital)  |            | Concerto dal vivo degli U2.                                                    |
| Hannah Montana/Miley Cyrus: Best of Both Worlds Concert Tour          | 2008 | Stati Uniti | Walt Disney Pictures          | Disney Digital 3-D      |            | Concerto di Miley Cyrus nei panni del personaggio del telefilm Hannah Montana. |
| Viaggio al centro della Terra 3D (Journey to the Center of the Earth) | 2008 | Stati Uniti | New Line Cinema Walden Media  | RealD (New Line Cinema) |            | Film live-action.                                                              |
| Fly Me to the Moon                                                    | 2008 |             |                               | RealD                   |            | Film d'animazione in CGI.                                                      |
| Bolt - Un eroe a quattro zampe (Bolt)                                 | 2008 | Stati Uniti | Walt Disney Animation Studios | Disney Digital 3-D      |            | Film d'animazione in CGI.                                                      |
| Glago's Guest                                                         | 2008 | Stati Uniti | Walt Disney Animation Studios | Disney Digital 3-D      |            | Cortometraggio d'animazione in CGI abbinato al film Bolt.                      |

#### 2009
| Titolo                                                                   | Anno | Paese                          | Casa di produzione                                                                      | Sistema                 | Tecnologia  | Note                                                                     |
| ------------------------------------------------------------------------ | ---- | ------------------------------ | --------------------------------------------------------------------------------------- | ----------------------- | ----------- | ------------------------------------------------------------------------ |
| Toy Story - Il mondo dei giocattoli (Toy Story)                          | 2009 | Stati Uniti                    | Pixar                                                                                   | Disney Digital 3-D      | Polarizzato | Film d'animazione in CGI del 1995 in 2-D. Ridistribuito in 3-D nel 2009. |
| San Valentino di sangue 3D (My Bloody Valentine)                         | 2009 | Stati Uniti Canada             | Lionsgate                                                                               |                         |             | Remake in 3-D digitale dell'horror del 1981 prodotto dalla Lionsgate.    |
| Coraline e la porta magica (Coraline)                                    | 2009 | Stati Uniti                    | Laika Entertainment House Pandemonium                                                   |                         | Polarizzato | Film d'animazione a passo uno.                                           |
| Mostri contro alieni (Monsters vs. Aliens)                               | 2009 | Stati Uniti                    | DreamWorks Animation PDI                                                                | Ultimate 3-D            |             | Film d'animazione in CGI.                                                |
| Il richiamo della foresta 3D (Call of the wild)                          | 2009 | Stati Uniti                    | Braeburn Entertainment Check Entertainment 21st Century 3D Call of the Wild Productions |                         |             |                                                                          |
| Up                                                                       | 2009 | Stati Uniti                    | Pixar                                                                                   | Disney Digital 3-D      |             | Film d'animazione in CGI.                                                |
| L'era glaciale 3 - L'alba dei dinosauri (Ice Age: Dawn of the Dinosaurs) | 2009 | Stati Uniti                    |                                                                                         |                         |             | Film d'animazione in CGI.                                                |
| G-Force - Superspie in missione (G-Force)                                | 2009 | Stati Uniti                    | Jerry Bruckheimer Films Whamaphram Productions                                          | RealD (Sony Imageworks) |             | Film d'avventura in live-action.                                         |
| Jonas Brothers: The 3D Concert Experience                                | 2009 | Stati Uniti                    |                                                                                         | Disney Digital 3-D      |             | Concerto.                                                                |
| Avatar                                                                   | 2009 | Stati Uniti                    | 20th Century Fox Giant Studios Lightstorm Entertainment                                 |                         |             | Film di fantascienza in tecnica mista, parte live action e parte in CGI. |
| Piovono polpette (Cloudy with a Chance of Meatballs)                     | 2009 | Stati Uniti                    | Sony Pictures Animation                                                                 |                         |             | Film d'animazione in CGI.                                                |
| A Christmas Carol                                                        | 2009 | Stati Uniti                    | Walt Disney Pictures                                                                    | Disney Digital 3-D      |             | Film d'animazione CGI in motion capture.                                 |
| The Hole in 3D (The Hole)                                                | 2009 | Stati Uniti                    | Bold Films Bender-Spink                                                                 |                         |             | Film horror diretto da Joe Dante.                                        |
| G.I. Joe - La nascita dei Cobra (G.I. Joe: The Rise of Cobra)            | 2009 | Stati Uniti                    | Hasbro Spyglass Entertainment Di Bonaventura Pictures                                   |                         |             | Film live-action ispirato all'action figure G.I. Joe della Hasbro.       |
| Astro Boy (Astro Boy)                                                    | 2009 | Stati Uniti Giappone Hong Kong | Imagi Animation Studios Imagi Crystal Tezuka Production Company Ltd.                    |                         |             | Film CGI tratto dall'omonimo manga.                                      |
| The Final Destination 3D (The Final Destination)                         | 2009 | Stati Uniti                    | New Line Cinema Practical Pictures Parallel Zide FlipZide Pictures                      |                         |             | Film horror.                                                             |

#### 2010
| Titolo | Anno | Paese                            | Casa di produzione                                                                               | Sistema            | Tecnologia  | Note |
| --- | ---- | -------------------------------- | ------------------------------------------------------------------------------------------------ | ------------------ | ----------- | --- |
| Toy Story 2 - Woody e Buzz alla riscossa (Toy Story 2)                                                               | 2010 | Stati Uniti                      | Pixar                                                                                            | Disney Digital 3-D | Polarizzato | Film d'animazione in CGI del 1999, ridistribuito in 3-D nel 2010. |
| Cuccioli: Il Codice di Marco Polo                                                                                    | 2010 | Italia Spagna                    | Gruppo Alcuni Edebè                                                                              |                    |             | Film di animazione in CGI |
| Alice in Wonderland                                                                                                  | 2010 | Stati Uniti                      | Walt Disney Pictures The Zanuck Company Team Todd Tim Burton Animation Co.                       | Disney Digital 3-D |             | Film misto in live action e animazione CGI in motion capture diretto da Tim Burton.                                                                                            |
| Dragon Trainer (How to Train Your Dragon)                                                                            | 2010 | Stati Uniti                      | DreamWorks Animation                                                                             | Ultimate 3-D       |             | Film d'animazione in CGI. |
| Scontro tra titani (Clash of the Titans)                                                                             | 2010 | Stati Uniti                      | Legendary Pictures Thunder Road Pictures Warner Bros.                                            |                    |             | Film misto live action e animazione in CGI, remake del film Scontro di titani del 1981 animato a passo uno da Ray Harryhausen.                                                 |
| Oceani 3D (OceansWorld 3D)                                                                                           | 2010 | Regno Unito                      | 3D Enternaiment Films Disneynature Wild Bunch                                                    | Disney Digital 3-D |             | Documentario subacqueo in 3-D. |
| Toy Story 3 | 2010 | Stati Uniti                      | Pixar Animation Studios                                                                          | Disney Digital 3-D |             | Film d'animazione in CGI, girato in 3-D |
| Shrek e vissero felici e contenti (Shrek Forever After)                                                              | 2010 | Stati Uniti                      | DreamWorks Animation                                                                             | Ultimate 3-D       |             | Film d'animazione in CGI. |
| Resident Evil: Afterlife                                                                                             | 2010 | Regno Unito Germania Stati Uniti | Constantin Film Produktion                                                                       |                    |             | Film misto live action. |
| L'ultimo dominatore dell'aria (The Last Airbander)                                                                   | 2010 | Stati Uniti                      | Paramount Pictures Nickelodeon Movies The Kennedy/Marshall Company                               |                    |             | Film misto live action e animazione in CGI. |
| Cani & gatti - La vendetta di Kitty (Cats & Dogs: The Revenge of Kitty Galore)                                       | 2010 | Stati Uniti                      | Warner Bros.                                                                                     |                    |             | Film misto live action. |
| Il regno di Ga'Hoole - La leggenda dei guardiani (Legend of the Guardians: The Owls of Ga'Hoole)                     | 2010 | Stati Uniti Australia            | Village Roadshow Pictures Warner Bros. Pictures Animal Logic                                     |                    |             | Film d'animazione in CGI. |
| Winx Club 3D - Magica avventura                                                                                      | 2010 | Italia                           | Rainbow CGI                                                                                      | Disney Digital 3-D |             | Film d'animazione Italiano in CGI. |
| Step Up 3D | 2010 | Stati Uniti                      | Eagle Pictures                                                                                   |                    |             | Film musicale in 3D |
| Cattivissimo me (Despicable me)                                                                                      | 2010 | Stati Uniti                      | Illumination Entertainment                                                                       |                    |             | Film d'animazione in CGI. |
| Saw 3D - Il capitolo finale                                                                                          | 2010 | Stati Uniti                      | A Bigger Boat Twisted Pictures                                                                   |                    |             | Film Horror. |
| Rapunzel - L'intreccio della torre (Tangled)                                                                         | 2010 | Stati Uniti                      | Walt Disney Animation Studios                                                                    | Disney Digital 3-D |             | Film d'animazione in CGI. |
| Jackass 3D | 2010 | Stati Uniti                      | Dickhouse Productions MTV Films Paradise F.X. Corp                                               |                    |             | Film misto live action. |
| Megamind | 2010 | Stati Uniti                      | DreamWorks Animation Pacific Data Images (PDI) Red Hour Films                                    | Ultimate 3-D       |             | Film d'animazione in CGI. |
| Le cronache di Narnia - Il viaggio del veliero (The Chronicles of Narnia: The Voyage of the Dawn Treader)            | 2010 | Regno Unito Stati Uniti          | Walden Media                                                                                     |                    |             | Film misto live action e animazione in CGI. |
| Le avventure di Sammy (Sammy's avonturen: De geheime doorgang)                                                       | 2010 | Belgio                           | nWave Pictures Illuminata Pictures Motion Investment Group                                       |                    |             | Film d'animazione in CGI. |
| Tron Legacy | 2010 | Stati Uniti                      | Walt Disney Pictures                                                                             | Disney Digital 3-D |             | Sequel del film Tron, parte live action e parte in CGI, le scene ambientate nel mondo reale sono in 2D, mentre quelle ambientate nel mondo virtuale dei programmi sono in 3-D. |
| L'orso Yoghi (Yoghi Bear)                                                                                            | 2010 | Stati Uniti Nuova Zelanda        | Warner Bros. Pictures                                                                            |                    |             | Film misto live action e animazione in CGI. |
| Inazuma Eleven - Il film - L'attacco della squadra più forte - Gli Ogre (劇場版 イナズマイレブン 最強軍団オーガ襲来) | 2010 | Giappone                         | OLM Level-5                                                                                      |                    |             | Film di animazione. |
| Alpha and Omega (Alpha and Omega)                                                                                    | 2010 | Stati Uniti                      | Crest Animation Production                                                                       |                    |             | Film di animazione in CGI. |
| Animals United (Konferenz der Tiere)                                                                                 | 2010 | Germania                         | Rothkirch Cartoon Film                                                                           |                    |             | Film d'animazione in CGI distribuito nel 2011. |
| I fantastici viaggi di Gulliver (Gulliver's Travels)                                                                 | 2010 | Stati Uniti                      | 20th Century Fox Davis Entertainment Electric Dynamite                                           |                    |             | Film live action distribuito nel 2011. |
| Piranha 3D | 2010 | Stati Uniti                      | Dimension Films Atmosphere Entertainment MM Chako Film Company Intellectual Properties Worldwide |                    |             | Film Horror in 3D. |
| StreetDance 3D | 2010 | Regno Unito                      | BBC Films E1 Entertainment HMV                                                                   |                    |             | Film musicale in 3D. |
| Space Dogs (Belka i Strelka. Zvezdnye sobaki)                                                                        | 2010 | Russia                           |                                                                                                  |                    |             | Film d'animazione in CGI distribuito nel 2011. |

### Secondo revival - seconda parte (2011-presente)

#### 2011
| Titolo                                                                                                 | Anno | Paese                      | Casa di produzione                                                                                           | Sistema            | Tecnologia  | Note                                                |
| --- | ---- | -------------------------- | --- | ------------------ | ----------- | --------------------------------------------------- |
| The Green Hornet                                                                                       | 2011 | Stati Uniti                | Original Film Columbia Pictures                                                                              |                    |             | Film live action.                                   |
| Sanctum                                                                                                | 2011 | Stati Uniti Australia      | Relativity Media Wayfare Entertainment                                                                       |                    |             | Film live action.                                   |
| Gnomeo e Giulietta (Gnomeo and Juliet)                                                                 | 2011 | Regno Unito Stati Uniti    | Startz Animation                                                                                             |                    |             | Film d'animazione in CGI.                           |
| Drive Angry                                                                                            | 2011 | Stati Uniti                | Nu Image Millennium Films Eagle Films                                                                        |                    |             | Film live action.                                   |
| Rio | 2011 | Stati Uniti Canada Brasile | Blue Sky Studios Twentieth Century Fox Animation                                                             |                    |             | Film d'animazione in CGI.                           |
| Justin Bieber: Never Say Never                                                                         | 2011 | Stati Uniti                | AEG Live Insurge Pictures Island Def Jam Music Group MTV Films Magical Elves Productions Scooter Braun Films | RealD              | Polarizzato | Documentario.                                       |
| Thor                                                                                                   | 2011 | Stati Uniti                | Marvel Studios                                                                                               |                    |             | Film tratto dal fumetto Marvel Comics.              |
| Milo su Marte (Mars Needs Moms!)                                                                       | 2011 | Stati Uniti                | Walt Disney Pictures ImageMovers Digital                                                                     | Disney Digital 3-D |             | Film d'animazione CGI in motion capture.            |
| Pirati dei Caraibi - Oltre i confini del mare (Pirates of the Caribbean: On Stranger Tides)            | 2011 | Stati Uniti                | Walt Disney Pictures                                                                                         | Disney Digital 3-D |             | Film live action.                                   |
| Priest                                                                                                 | 2011 | Stati Uniti                | Buckaroo Entertainment Michael De Luca Productions Screen Gems Stars Road Entertainment Tokyopop             |                    |             | Film live action.                                   |
| Garfield - Il supergatto (Garfield's Pet Force)                                                        | 2011 | Stati Uniti Corea del Sud  | Animation Picture Company Davis Entertainment Paws Inc.                                                      |                    |             | Film d'animazione in CGI.                           |
| Cars 2                                                                                                 | 2011 | Stati Uniti                | Walt Disney Pictures Pixar Animation Studios                                                                 | Disney Digital 3-D |             | Film d'animazione in CGI.                           |
| Transformers 3 (Transformers: Dark of the Moon)                                                        | 2011 | Stati Uniti                | Paramount Pictures Di Bonaventura Pictures Hasbro                                                            |                    |             | Film misto live action ed elementi in CGI.          |
| Harry Potter e i Doni della Morte - Parte 2 (Harry Potter and the Deathly Hallows Part 2)              | 2011 | Regno Unito                | Heyday Films Warner Bros.                                                                                    |                    |             | Film live action.                                   |
| TT3D: Closer to the Edge                                                                               | 2011 | Regno Unito                | Isle of Man Film CinemaNX                                                                                    |                    |             | Film documentario sul Tourist Trophy.               |
| Captain America - Il primo Vendicatore (Captain America: The First Avenger)                            | 2011 | Stati Uniti Regno Unito    | Marvel Studios                                                                                               |                    |             | Film live action.                                   |
| Kung Fu Panda 2                                                                                        | 2011 | Stati Uniti                | DreamWorks Animation                                                                                         | Ultimate 3-D       |             | Film d'animazione in CGI.                           |
| Fright Night - Il vampiro della porta accanto (Fright Night in 3D)                                     | 2011 | Stati Uniti                | DreamWorks SKG Gaeta / Rosenzweig Films Michael De Luca Productions                                          |                    | Polarizzato | Film Horror in live action.                         |
| Lanterna Verde (Green Lantern)                                                                         | 2011 | Stati Uniti                | De Line Pictures DC Entertainment                                                                            | RealD              | Polarizzato | Film live action ed elementi in CGI.                |
| Box Office 3D - Il film dei film                                                                       | 2011 | Italia                     | Mondo Home Entertainment Talents Factory                                                                     |                    | Polarizzato | Film comico.                                        |
| Glee: The 3D Concert Movie                                                                             | 2011 | Stati Uniti                | Ryan Murphy Productions                                                                                      | RealD              | Polarizzato | Concerto dal vivo.                                  |
| I Puffi (The Smurfs)                                                                                   | 2011 | Stati Uniti Belgio         | Columbia Pictures, Kerner Entertainment Company, Sony Pictures Animation                                     | RealD              | Polarizzato | Film misto live action e animazione in CGI.         |
| Sex and Zen 3D (3D rou pu tuan zhi ji le bao jian)                                                     | 2011 | Hong Kong                  | Local Production One Dollar Production Limited                                                               |                    |             | Film erotico.                                       |
| Final Destination 5                                                                                    | 2011 | Stati Uniti                | New Line Cinema Warner Bros. Pictures Practical Pictures Parallel Zide FlipZide Pictures                     | RealD IMAX 3D      | Polarizzato | Film Horror in live action.                         |
| I Tre Moschettieri (The Three Musketeers)                                                              | 2011 | Germania                   | Constantin Film Impact Pictures                                                                              | RealD              | Polarizzato | Film in live action.                                |
| Le avventure di Tintin - Il segreto dell'Unicorno (The Adventures of Tintin: Secret of the Unicorn)    | 2011 | Stati Uniti Nuova Zelanda  | Amblin Entertainment The Kennedy/Marshall Company Nickelodeon Movies                                         | RealD IMAX 3D      | Polarizzato | Film d'animazione CGI in motion capture.            |
| Il re leone 3D (The Lion King 3D)                                                                      | 2011 | Stati Uniti                | Walt Disney Pictures                                                                                         | Disney Digital 3-D |             | Riedizione in 3D del 2011 dell'originale del 1994.  |
| Il gatto con gli stivali (Puss in Boots)                                                               | 2011 | Stati Uniti                | DreamWorks Animation                                                                                         | Ultimate 3-D       |             | Film d'animazione in CGI.                           |
| Il figlio di Babbo Natale (Arthur Christmas)                                                           | 2011 | Regno Unito Stati Uniti    | Aardman Animations Sony Pictures Animation                                                                   |                    |             | Film d'animazione in CGI.                           |
| Hugo Cabret (Hugo)                                                                                     | 2011 | Stati Uniti                | GK Films Infinitum Nihil                                                                                     |                    |             | Film in live action.                                |
| Paranormal Xperience 3D                                                                                | 2011 | Spagna                     | |                    |             | Film horror splatter.                               |
| Pina                                                                                                   | 2011 | Germania                   | Neue Road Movies                                                                                             |                    |             | Documentario su Pina Bausch diretto da Wim Wenders. |
| Twixt                                                                                                  | 2011 | Stati Uniti                | American Zoetrope                                                                                            |                    |             | Film horror diretto da Francis Ford Coppola.        |
| Titeuf - Il film                                                                                       | 2011 | Francia                    | MoonScoop Pathé France 3 Cinéma uFilm                                                                        |                    |             | Film di animazione in CGI.                          |
| Hoodwinked Too! Hood vs. Evil                                                                          | 2011 | Stati Uniti                | |                    |             | Film di animazione in CGI.                          |
| Happy Feet 2                                                                                           | 2011 | Stati Uniti Australia      | Warner Bros.                                                                                                 |                    |             | Film di animazione in CGI.                          |
| Gekijōban Inazuma Eleven GO - Kyūkyoku no kizuna Gryphon (劇場版イナズマイレブンGO 究極の絆グリフォン) | 2011 | Giappone                   | OLM Level-5                                                                                                  |                    |             | Film di animazione.                                 |
| Conan the Barbarian (Conan the Barbarian)                                                              | 2011 | Stati Uniti                | Lionsgate Millennium Films Nu Image Paradox Entertainment                                                    |                    |             | Film di genere fantastico.                          |

#### 2012
| Titolo                                                                  | Anno | Paese                                 | Casa di produzione                                                                           | Sistema            | Tecnologia | Note |
| ----------------------------------------------------------------------- | ---- | ------------------------------------- | -------------------------------------------------------------------------------------------- | ------------------ | ---------- | --- |
|                                                                         | 2012 | Italia                                | Wildside Medusa Film                                                                         |                    |            | Commedia Romantica. |
| La leggenda del cacciatore di vampiri (Abraham Lincoln: Vampire Hunter) | 2012 | Stati Uniti                           | Abraham Productions Tim Burton Productions Bazelevs Production                               |                    |            | Film horror. |
| Ribelle - The Brave (Brave)                                             | 2012 | Stati Uniti                           | Pixar Animation Studios                                                                      | Disney Digital 3-D |            | Film d'animazione in CGI.                                                                                                  |
| Star Wars: Episodio I - La minaccia fantasma 3D                         | 2012 | Stati Uniti                           |                                                                                              |                    |            | Riedizione in 3D del film del 1999.                                                                                        |
| Titanic 3D                                                              | 2012 | Stati Uniti                           | 20th Century Fox Paramount                                                                   | RealD IMAX 3D      |            | Riedizione in 3D del 2012 dell'originale del 1997.                                                                         |
| The Avengers                                                            | 2012 | Stati Uniti                           | Marvel Studios Paramount                                                                     | RealD IMAX 3D      |            | |
| Hotel Transylvania                                                      | 2012 | Stati Uniti                           | Sony Pictures Animation                                                                      |                    |            | Film d'animazione in CGI con protagonista Dracula.                                                                         |
| Ghost Rider - Spirito di vendetta (Ghost Rider - Spirit of Vengeance)   | 2012 | Stati Uniti                           | Columbia Pictures Marvel Studios                                                             |                    |            | Film live action fantastico.                                                                                               |
| Pirati! Briganti da strapazzo (The Pirates! Band of Misfits)            | 2012 | Regno Unito Stati Uniti               | Aardman Animations Sony Pictures Animation                                                   |                    |            | Film d'animazione in CGI della Aardman Animation.                                                                          |
| Quella casa nel bosco (The Cabin in the Woods)                          | 2012 | Stati Uniti                           | Metro-Goldwyn-Mayer AFX Studios Mutant Enemy United Artists                                  |                    |            | Film horror. |
| Paura 3D                                                                | 2012 | Italia                                | Manetti bros. Film Medusa Film Sky Cinema Mediaset Premium                                   |                    |            | Horror. |
| Underworld - Il risveglio (Underworld: Awakening)                       | 2012 | Stati Uniti                           | Lakeshore Entertainment                                                                      |                    |            | Film horror/fantasy. |
| La furia dei titani (Wrath of the Titans)                               | 2012 | Stati Uniti                           | Legendary Pictures Warner Bros. Pictures                                                     |                    |            | Film fantasy. |
| Piranha 3DD                                                             | 2012 | Stati Uniti                           |                                                                                              |                    |            | |
| Men in Black3                                                           | 2012 | Stati Uniti                           | Hemisphere Media Capital Parkes + MacDonald Imagenation                                      | RealD IMAX 3D      |            | Terzo episodio della saga diretta da Barry Sonnenfeld cominciata nel 1997                                                  |
| The Amazing Spider-Man                                                  | 2012 | Stati Uniti                           | Marvel Studios Columbia Pictures Laura Ziskin Productions                                    |                    |            | Reboot della saga cinematografica dell'Uomo Ragno basata sulla versione Ultimate del supereroe della Marvel.               |
| Prometheus                                                              | 2012 | Stati Uniti                           | Brandywine Productions Dune Entertainment Scott Free Productions                             |                    |            | Prequel del film Alien. |
| Resident Evil: Retribution                                              | 2012 | Canada Germania Stati Uniti           | Constantin Film Produktion Impact Pictures                                                   |                    |            | Quinto episodio della saga cinematografica basata sui videogiochi survival horror della Capcom.                            |
| Madagascar 3 - Ricercati in Europa (Madagascar 3:Europe's Most Wanted)  | 2012 | Stati Uniti                           | DreamWorks Animation Paramount Pictures                                                      |                    |            | Terzo capitolo della saga di Madagascar.                                                                                   |
| Katy Perry: Part of Me                                                  | 2012 | Stati Uniti                           | Imagine Entertainment AEG Live Magical Elves Productions Insurge Pictures                    |                    |            | Documentario sulla cantante Katy Perry.                                                                                    |
| L'era glaciale 4 - Continenti alla deriva                               | 2012 | Stati Uniti                           | Blue Sky Studios                                                                             |                    |            | Quarto capitolo della serie iniziata nel 2002 con L'era glaciale.                                                          |
| Gladiatori di Roma                                                      | 2012 | Italia                                | Rainbow CGI Medusa Film                                                                      | RealD              |            | Film diretto da Iginio Straffi, il creatore delle Winx.                                                                    |
| ParaNorman                                                              | 2012 | Stati Uniti                           | Laika Entertainment                                                                          |                    |            | Film di animazione in CGI.                                                                                                 |
| Silent Hill: Revelation 3D                                              | 2012 | Stati Uniti Canada                    |                                                                                              |                    |            | Film horror. |
| Dracula 3D                                                              | 2012 | Italia Francia Spagna                 | Enrique Cerezo Producciones Cinematográficas S.A. Film Export Group Les Films de l'Astre     |                    |            | Trasposizione cinematografica del celebre romanzo di Bram Stoker.                                                          |
| Le 5 leggende                                                           | 2012 | Stati Uniti                           | DreamWorks Animation Paramount Pictures                                                      |                    |            | Film d'animazione della DreamWorks.                                                                                        |
| Lo Hobbit - Un viaggio inaspettato                                      | 2012 | Stati Uniti Nuova Zelanda Regno Unito | New Line Cinema MGM Warner Bros. WingNut Films                                               |                    |            | Prequel della saga de Il Signore degli Anelli basato sulla prima parte del romanzo Lo Hobbit di John Ronald Reuel Tolkien. |
| Vita di Pi                                                              | 2012 | Stati Uniti                           | Rhythm & Hues 20th Century Fox                                                               |                    |            | Basato sull'omonimo romanzo di Yann Martel.                                                                                |
| Frankenweenie                                                           | 2012 | Stati Uniti                           | Walt Disney Pictures                                                                         |                    |            | Film in stop-motion 3-D diretto da Tim Burton, adattamento in stop-motion dell'omonimo cortometraggio del 1984.            |
| Cirque du Soleil 3D: Mondi lontani (Cirque du Soleil: Worlds Away)      | 2012 | Stati Uniti                           | Reel FX Creative Studios Strange Weather Films Cirque du Soleil Burlesco                     |                    |            | Film con le esibizioni del Cirque du Soleil, prodotto da James Cameron.                                                    |
| Monsters & Co. 3D                                                       | 2012 | Stati Uniti                           | Pixar Animation Studios Walt Disney Pictures                                                 |                    |            | Conversione in 3D del film d'animazione omonimo del 2001                                                                   |
| Le avventure di Taddeo l'esploratore (Las aventuras de Tadeo Jones)     | 2012 | Spagna                                | Telefónica Producciones Ikiru Films Lightbox Entertainment Telecinco Cinema El Toro Pictures |                    |            | |

#### 2013
| Titolo                                                   | Anno | Paese                                 | Casa di produzione                                                                                              | Sistema | Tecnologia | Note |
| -------------------------------------------------------- | ---- | ------------------------------------- | --- | ------- | ---------- | --- |
| Hansel & Gretel - Cacciatori di streghe                  | 2013 | Stati Uniti                           | Metro-Goldwyn-Mayer Paramount Pictures Spyglass Entertainment Gary Sanchez Productions Siebzehnte Babelsberg    |         |            | Rivisitazione dark della favola Hänsel e Gretel. |
| I Croods                                                 | 2013 | Stati Uniti                           | DreamWorks Animation                                                                                            |         |            | Primo film della Dreamworks ad essere distribuito dalla 20th Century Fox. |
| Il grande e potente Oz                                   | 2013 | Stati Uniti                           | Roth Films |         |            | Film tratto dalla saga dei libri di Oz e prequel del film del 1939 Il mago di Oz. |
| Il cacciatore di giganti                                 | 2013 | Stati Uniti                           | New Line Cinema Legendary Pictures Warner Bros. Original Film Bad Hat Harry Productions Big Kid Pictures        |         |            | |
| G.I. Joe - La vendetta                                   | 2013 | Stati Uniti Canada                    | Metro-Goldwyn-Mayer Skydance Productions Di Bonaventura Pictures Hasbro                                         |         |            | Sequel di G.I. Joe - La nascita dei Cobra del 2009. Il film è stato convertito in 3D in post-produzione.                                                                             |
| Iron Man 3                                               | 2013 | Stati Uniti Cina                      | Marvel Studios DMG Entertainment                                                                                |         |            | Terzo capitolo della saga di Iron Man con Robert Downey Jr.. |
| Il grande Gatsby                                         | 2013 | Stati Uniti Australia                 | Bazmark Films Red Wagon Productions                                                                             |         |            | Terzo film tratto dall'omonimo libro di Francis Scott Fitzgerald dopo quello del 1949 e quello del 1974                                                                              |
| Epic - Il mondo segreto                                  | 2013 | Stati Uniti                           | Blue Sky Studios                                                                                                |         |            | |
| Into Darkness - Star Trek                                | 2013 | Stati Uniti                           | Paramount Pictures Bad Robot Productions Skydance Productions                                                   |         |            | Sequel di Star Trek del 2009 sempre diretto da J.J. Abrams |
| L'uomo d'acciaio                                         | 2013 | Stati Uniti Canada Regno Unito        | Warner Bros. Legendary Pictures Cruel and Unusual Films DC Entertainment Syncopy                                |         |            | Reboot della serie cinematografica dedicata a Superman. |
| World War Z                                              | 2013 | Stati Uniti Malta                     | Paramount Pictures Apparatus Productions GK Films Hemisphere Media Capital Latina Pictures Skydance Productions |         |            | Tratto dal romanzo World War Z. La guerra mondiale degli zombi di Max Brooks del 2006.                                                                                               |
| Pacific Rim                                              | 2013 | Stati Uniti                           | Legendary Pictures Warner Bros.                                                                                 |         |            | Il film trae ispirazione dai Kaijū, i leggendari mostri del cinema giapponese. |
| R.I.P.D. - Poliziotti dall'aldilà                        | 2013 | Stati Uniti                           | Universal Pictures Original Films                                                                               |         |            | Il film è un adattamento cinematografico dell'omonimo fumetto pubblicato dalla Dark Horse Comics.                                                                                    |
| Wolverine - L'immortale                                  | 2013 | Stati Uniti Australia                 | 20th Century Fox Marvel Studios                                                                                 |         |            | Si tratta di uno spin-off della serie di film sugli X-Men e il secondo film dedicato completamente a Wolverine dopo X-Men le origini - Wolverine, uscito nel 2009.                   |
| Monsters University                                      | 2013 | Stati Uniti                           | Pixar Animation Studios Walt Disney Pictures                                                                    |         |            | Sequel di Monsters & Co. del 2001 |
| Turbo                                                    | 2013 | Stati Uniti                           | DreamWorks Animation                                                                                            |         |            | |
| This Is Us                                               | 2013 | Stati Uniti                           | Warner Bros. Syco TriStar Pictures Sony Pictures                                                                |         |            | Documentario sulla band degli One Direction |
| L'ultimo imperatore 3D                                   | 2013 | Italia Regno Unito Francia Cina       | DNC Dall'Angelo Pictures                                                                                        |         |            | Conversione in 3D del film omonimo del 1987. |
| Percy Jackson e gli dei dell'Olimpo - Il mare dei mostri | 2013 | Stati Uniti                           | Fox 2000 Pictures Second Line Stages TCF Vancouver Productions Trireme Productions                              |         |            | Sequel del film Percy Jackson e gli dei dell'Olimpo - Il ladro di fulmini del 2010.                                                                                                  |
| Jurassic Park 3D                                         | 2013 | Regno Unito                           | Industrial Light & Magic. Universal Pictures                                                                    |         |            | Conversione in 3D del film omonimo del 1993. |
| I Puffi 2                                                | 2013 | Stati Uniti                           | Sony Pictures Animation Columbia Pictures Kerner Entertainment Company                                          |         |            | Sequel del film I Puffi del 2011. |
| Gravity                                                  | 2013 | Stati Uniti Regno Unito               | Warner Bros. Heyday Films Reality Media                                                                         |         |            | Il film aprirà la 70ª edizione della Mostra internazionale d'arte cinematografica di Venezia                                                                                         |
| Cattivissimo me 2                                        | 2013 | Stati Uniti                           | Illumination Entertainment Universal Pictures                                                                   |         |            | Sequel del film Cattivissimo me del 2010. |
| Metallica 3D Through the Never                           | 2013 | Stati Uniti                           | Picturehouse Blackened Recordings                                                                               |         |            | Film concerto dei Metallica con la partecipazione dell'attore Dane DeHaan. |
| Planes                                                   | 2013 | Stati Uniti                           | DisneyToon Studios Walt Disney Pictures                                                                         |         |            | Spin-off di Cars - Motori ruggenti del 2006. |
| Battle of the Year - La vittoria è in ballo              | 2013 | Stati Uniti Francia                   | Contrafilm |         |            | |
| Thor: The Dark World                                     | 2013 | Stati Uniti Islanda                   | Marvel Studios Universal Studios                                                                                |         |            | Sequel del film Thor del 2011. |
| Lo Hobbit - La desolazione di Smaug                      | 2013 | Stati Uniti Nuova Zelanda Regno Unito | New Line Cinema MGM Warner Bros. WingNut Films                                                                  |         |            | Sequel di Lo Hobbit - Un viaggio inaspettato del 2012 e prequel della saga de Il Signore degli Anelli basato sulla seconda parte del romanzo Lo Hobbit di John Ronald Reuel Tolkien. |
| Frozen - Il regno di ghiaccio                            | 2013 | Stati Uniti                           | Walt Disney Animation Studios                                                                                   |         |            | Film ispirato al racconto di Hans Christian Andersen La regina delle nevi. Sarà il 53° Classico Disney.                                                                              |
| Piovono polpette 2 - La rivincita degli avanzi           | 2013 | Stati Uniti                           | Sony Pictures Animation Sony Pictures Imageworks Columbia Pictures                                              |         |            | Sequel di Piovono polpette del 2009. |

#### 2014
| Titolo                                          | Anno | Paese                                 | Casa di produzione | Sistema | Tecnologia | Note |
| ----------------------------------------------- | ---- | ------------------------------------- | --- | ------- | ---------- | --- |
| Noah                                            | 2014 | Stati Uniti                           | Disruption Entertainment New Regency Pictures Protozoa Pictures                                                           |         |            | Scritto e diretto da Darren Aronofsky è ispirato dalla storia dell'Arca di Noè narrata nell'Antico Testamento. |
| Capitan Harlock (宇宙海賊キャプテンハーロック)  | 2014 | Giappone                              | Toei Animation |         |            | Film d'animazione in CGI liberamente ispirato all'omonimo manga di Leiji Matsumoto. |
| I, Frankenstein                                 | 2014 | Stati Uniti                           | Lakeshore Entertainment Hopscotch Features                                                                                |         |            | Liberamente ispirato dal libro Frankenstein di Mary Shelley. |
| Hercules - La leggenda ha inizio                | 2014 | Stati Uniti                           | Millennium Films |         |            | Film ispirato al personaggio di Ercole. |
| RoboCop                                         | 2014 | Stati Uniti                           | Columbia Pictures Metro-Goldwyn-Mayer Revival 629 Strike Entertainment                                                    |         |            | Remake del film "RoboCop" del 1987. |
| The LEGO Movie                                  | 2014 | Stati Uniti                           | LEGO Warner Bros. Pictures Village Roadshow Pictures Vertigo Entertainment Lin Pictures Animal Logic                      |         |            | |
| Need for Speed                                  | 2014 | Stati Uniti                           | Electronic Arts DreamWorks                                                                                                |         |            | Il film è tratto da una popolare serie di videogiochi della Electronic Arts. |
| 300 - L'alba di un impero                       | 2014 | Stati Uniti                           | Legendary Pictures Warner Bros. Pictures Cruel and Unusual Films Hollywood Gang Productions Atmosphere Entertainment MM   |         |            | Il film è il sequel di 300 di Zack Snyder del 2007 ed è ispirato in parte al graphic novel Xerxes di Frank Miller. |
| Tarzan                                          | 2014 | Stati Uniti Francia Germania          | Constantin Film Produktion Ambient Entertainment GmbH                                                                     |         |            | Il film è l'adattamento cinematografico del romanzo Tarzan delle Scimmie. |
| 47 Ronin                                        | 2014 | Stati Uniti                           | H2F Entertainment Mid Atlantic Films Moving Picture Company Stuber Productions                                            |         |            | La sceneggiatura del film, scritta da Chris Morgan e Hossein Amini, si basa sulla vera storia dei quarantasette Rōnin, un gruppo di samurai che nel diciottesimo secolo si opposero allo shōgun per vendicare l'uccisione del loro daimyō. |
| Cuccioli: il paese del vento                    | 2014 | Italia                                | Gruppo Alcuni |         |            | Il film è il sequel di Cuccioli: il codice di marco polo del 2010. Film di animazione in CGI. Distribuito anche in 3D stereoscopico. |
| Mr. Peabody e Sherman                           | 2014 | Stati Uniti                           | DreamWorks Animation Pacific Data Images Bullwinkle Studios Classic Media Productions                                     |         |            | Il film si basa sui personaggi de "L'improbabile storia di Peabody". |
| Rio 2                                           | 2014 | Stati Uniti                           | Blue Sky Studios |         |            | Sequel del film "Rio" del 2011. |
| The Amazing Spider-Man 2 - Il potere di Electro | 2014 | Stati Uniti                           | Marvel Studios Columbia Pictures                                                                                          |         |            | Il film è il sequel di The Amazing Spider-Man del 2012. |
| Godzilla                                        | 2014 | Stati Uniti                           | Warner Bros. Legendary Pictures Toho Company Disruption Entertainment                                                     |         |            | Reboot della serie cinematografica con protagonista Godzilla. |
| X-Men - Giorni di un futuro passato             | 2014 | Stati Uniti                           | Marvel Studios Dune Entertainment The Donners' Company Bad Hat Harry Productions Seed Productions                         |         |            | È il settimo film sugli X-Men. |
| Maleficent                                      | 2014 | Stati Uniti                           | Moving Picture Company Roth Films                                                                                         |         |            | Il film è allo stesso tempo prequel e remake del classico Disney "La bella addormentata nel bosco". |
| Apes Revolution - Il pianeta delle scimmie      | 2014 | Stati Uniti                           | Chernin Entertainment |         |            | Il film è tratto è un sequel di L'alba del pianeta delle scimmie. |
| Hercules - Il guerriero                         | 2014 | Stati Uniti                           | Film 44 Metro-Goldwyn-Mayer Nimar Studios Paramount Pictures Radical Studios Spyglass Entertainment                       |         |            | Il film è basato sulla graphic novel "Hercules: La guerra dei Traci (Hercules)" di Admira Wijaya e Steve Moore. |
| Dragon Trainer 2                                | 2014 | Stati Uniti                           | DreamWorks Animation Mad Hatter Entertainment Vertigo Entertainment                                                       |         |            | Sequel del film "Dragon Trainer" del 2010. |
| Tartarughe Ninja                                | 2014 | Stati Uniti                           | Paramount Pictures Platinum Dunes Gama Entertainment Partners Nickelodeon Movies Mednick Productions Heavy Metal Magazine |         |            | La pellicola è il remake del film "Tartarughe Ninja alla riscossa" del 1990 e segna il reboot della saga cinematografica. |
| Boxtrolls - Le scatole magiche                  | 2014 | Stati Uniti                           | Laika Entertainment |         |            | Il film si basa sul romanzo illustrato "Arrivano i mostri!" (Here Be Monsters!) di Alan Snow. |
| Guardiani della Galassia                        | 2014 | Stati Uniti                           | Marvel Studios Moving Picture Company                                                                                     |         |            | Basato sugli omonimi personaggi della Marvel Comics, il film è il decimo film del Marvel Cinematic Universe. |
| Sin City - Una donna per cui uccidere           | 2014 | Stati Uniti                           | Aldamisa Entertainment Demarest Films Miramax Films Quick Draw Productions Solipsist Film                                 |         |            | La pellicola è l'adattamento cinematografico della graphic novel "Una donna per cui uccidere" di Frank Miller. |
| Dracula Untold                                  | 2014 | Stati Uniti                           | Clear Angle Studios Legendary Pictures Michael De Luca Productions                                                        |         |            | Il film narra il motivo per cui il conte Vlad è diventato il personaggio oscuro famoso nella letteratura mondiale. |
| I pinguini di Madagascar                        | 2014 | Stati Uniti                           | DreamWorks Animation Pacific Data Images                                                                                  |         |            | La pellicola è lo spin-off della serie di Madagascar. |
| Lo Hobbit - La battaglia delle cinque armate    | 2014 | Stati Uniti Nuova Zelanda Regno Unito | New Line Cinema Metro-Goldwyn-Mayer Warner Bros. WingNut Films                                                            |         |            | È il terzo capitolo della trilogia cinematografica basata sul libro "Lo Hobbit" di J. R. R. Tolkien. È preceduto da "Lo Hobbit - Un viaggio inaspettato" (2012) e "Lo Hobbit - La desolazione di Smaug" (2013).                            |

#### 2015
| Titolo                               | Anno | Paese                 | Casa di produzione                                            | Sistema | Tecnologia | Note |
| ------------------------------------ | ---- | --------------------- | ------------------------------------------------------------- | ------- | ---------- | --- |
| Jupiter - Il destino dell'universo   | 2015 | Stati Uniti           | Warner Bros. Village Roadshow Pictures The Aaron Sims Company |         |            | Primo film dei fratelli Wachowski realizzato in 3D. |
| Home - A casa                        | 2015 | Stati Uniti           | DreamWorks Animation                                          |         |            | Adattamento cinematografico del romanzo per ragazzi The True Meaning of Smekdaydi Adam Rex.                                                                        |
| Mad Max: Fury Road                   | 2015 | Stati Uniti Australia | Kennedy Miller Productions Village Roadshow Pictures          |         |            | Riavvio della trilogia cinematografica iniziata con Interceptor nel 1979 dopo trent'anni dall'ultimo film della saga, Mad Max - Oltre la sfera del tuono del 1985. |
| Star Wars - Il risveglio della Forza | 2015 | Stati Uniti           | Lucasfilm Bad Robot Productions                               |         |            | Sequel della trilogia originale di Guerre stellari. |
| Sopravvissuto - The Martian          | 2015 | Stati Uniti           | Scott Free Productions Kinberg Genre, TSG Entertainment       |         |            | Film basato sul romanzo L'uomo di Marte del 2011 di Andy Weir |

#### 2018
| Titolo                                       | Anno | Paese | Casa di produzione | Sistema | Tecnologia | Note |
| -------------------------------------------- | ---- | ----- | ------------------ | ------- | ---------- | ---- |
| Smallfoot - Il mio amico delle nevi          | 2018 |       |                    |         |            |      |
| Hotel Transylvania 3 - Una vacanza mostruosa | 2018 |       |                    |         |            |      |
| Il Grinch                                    | 2018 |       |                    |         |            |      |
| Avengers: Infinity War                       | 2018 |       |                    |         |            |      |
| Spider-Man - Un nuovo universo               | 2018 |       |                    |         |            |      |

2019
|  | Titolo                                 | Anno | Paese | Casa di produzione | Sistema | Tecnologia | Note |
|  | -------------------------------------- | ---- | ----- | ------------------ | ------- | ---------- | ---- |
|  | Dragon Trainer - Il mondo nascosto     | 2019 |       |                    |         |            |      |
|  | The LEGO Movie 2 - Una nuova avventura | 2019 |       |                    |         |            |      |
|  | Pets 2 - Vita da animali               | 2019 |       |                    |         |            |      |
|  | Spider-Man: Far from Home              | 2019 |       |                    |         |            |      |
|  | Avengers: Endgame                      | 2019 |       |                    |         |            |      |
|  | Il piccolo yeti                        | 2019 |       |                    |         |            |      |

#### 2020
| Titolo                    | Anno | Paese | Casa di produzione | Sistema | Tecnologia | Note |
| ------------------------- | ---- | ----- | ------------------ | ------- | ---------- | ---- |
| Trolls World Tour         | 2020 |       |                    |         |            |      |
| SpongeBob - Amici in fuga | 2020 |       |                    |         |            |      |
| Artemis Fowl              | 2020 |       |                    |         |            |      |
| Soul                      | 2020 |       |                    |         |            |      |

#### 2021
| Titolo                           | Anno | Paese | Casa di produzione | Sistema | Tecnologia | Note |
| -------------------------------- | ---- | ----- | ------------------ | ------- | ---------- | ---- |
| I Mitchell contro le macchine    | 2021 |       |                    |         |            |      |
| I Croods 2 - Una nuova era       | 2021 |       |                    |         |            |      |
| Il drago dei desideri            | 2021 |       |                    |         |            |      |
| Baby Boss 2 - Affari di famiglia | 2021 |       |                    |         |            |      |
| Raya e l'ultimo drago            | 2021 |       |                    |         |            |      |
| Vivo                             | 2021 |       |                    |         |            |      |
| Dune                             | 2021 |       |                    |         |            |      |

### 2022
| Titolo                                          | Anno | Paese | Casa di produzione | Sistema | Tecnologia | Note |
| ----------------------------------------------- | ---- | ----- | ------------------ | ------- | ---------- | ---- |
| Hotel Transylvania - Uno scambio mostruoso      | 2022 |       |                    |         |            |      |
| Red                                             | 2022 |       |                    |         |            |      |
| Lightyear - La vera storia di Buzz              | 2022 |       |                    |         |            |      |
| Strange World - Un mondo misterioso             | 2022 |       |                    |         |            |      |
| Minions 2 - Come Gru diventa cattivissimo       | 2022 |       |                    |         |            |      |
| Il gatto con gli stivali 2 - L’ultimo desiderio | 2022 |       |                    |         |            |      |
| Avatar - La via dell'acqua                      | 2022 |       |                    |         |            |      |

### 2023
| Titolo                            | Anno | Paese | Casa di produzione | Sistema | Tecnologia | Note |
| --------------------------------- | ---- | ----- | ------------------ | ------- | ---------- | ---- |
| Guardiani della Galassia Vol. 3   | 2023 |       |                    |         |            |      |
| Super Mario Bros. - Il film       | 2023 |       |                    |         |            |      |
| Elemental                         | 2023 |       |                    |         |            |      |
| Wish                              | 2023 |       |                    |         |            |      |
| Ant-Man and the Wasp: Quantumania | 2023 |       |                    |         |            |      |
| La sirenetta                      | 2023 |       |                    |         |            |      |
| The Marvels                       | 2023 |       |                    |         |            |      |
| Trolls 3 - Tutti insieme          | 2023 |       |                    |         |            |      |
| Prendi il volo                    | 2023 |       |                    |         |            |      |